# 12

12(십이)는 11보다 크고 13보다 작은 자연수다.

## 수학
- 합성수로, 그 약수는 1, 2, 3, 4, 6, 12이다. 약수가 6개인 가장 작은 자연수다.
  - 12의 진약수의 합은 16이므로, 12는 과잉수다. 12는 가장 작은 과잉수이며, 다음 과잉수는 18이다.
- 4 이하의 모든 자연수의 최소 공배수다.
- 5번째 고도 합성수다. 앞의 고도 합성수는 6, 다음은 24이며, 12 이후의 고도 합성수는 약수의 개수가 반드시 1씩 증가하지는 않는다.
- 3번째 오각수다. 앞의 오각수는 5, 다음 오각수는 22이다.
- 2번째 십이각수다. 다음 십이각수는 33이다.
- 2번째 이십면체수다. 다음 이십면체수는 48이다.
- {\displaystyle 12=5+7}
  - 연속하는 두 소수(素數)의 합으로 나타낼 수 있으며, 이 성질을 지닌 앞의 수는 8, 다음 수는 18이다.
- {\displaystyle 12=3\times 4}
  - 연속하는 두 자연수의 곱으로 나타낼 수 있으며, 이 성질을 지닌 앞의 수는 6, 다음 수는 20이다.
- 구를 3차원에 가장 빼곡히 쌓는 방법은 12개의 다른 구와 접하게 쌓는 것이다. (케플러의 가설)
- 정십이면체는 정다면체 중 하나다.
- 십이진법 (1년을 12개월로 나누고, 하루를 오전과 오후 각각 12시간씩 나누는 것도 이 때문이다.)
- 100 이하의 8의 배수, 200 이하의 16의 배수는 총 12개다.

## 과학·기술
- 마그네슘(Mg)의 원자번호.
- 탄소의 원자 질량은 12이다. 이것은 다른 원소의 원자 질량 지정의 기준이 된다.
- NGC 12: 물고기자리 방향에 있는 중간나선은하.
- 게임 《다크 에이지 오브 카멜롯》의 포트 번호.

## 교통
- 고속도로
  - 주간고속도로 제12호선
  - 유럽 고속도로 12호선(영어판): 노르웨이 모이라나에서 핀란드 헬싱키까지 이어지는 유럽 고속도로.
  - 아시안 하이웨이 12호선
  - 아우토반 12호선: 독일의 고속도로.
  - 대한민국 고속국도 제12호선: 무안광주고속도로와 광주대구고속도로의 노선 번호.
- 국도 제12호선
  - 대한민국 12번 국도: 전북특별자치도 군산시 옥도면에서 김제시 진봉면까지 이어지는 대한민국의 국도.
  - 일본 12번 국도: 홋카이도 삿포로시 주오구에서 아사히카와시까지 이어지는 일본의 국도.
- 기타 도로
  - 현도 제12호선

## 군사
- 러시아의 제식 소총 AK-12의 제식 번호.

## 나이 (만 12세)
- 대한민국의 방송물 등급인 12세 이상 관람가의 기준이 되는 나이이다.
- 일본에서는 만 12세에 중학교에 입학한다.

### 시간과 날짜, 천문
- 하루 24시간을 오전과 오후 각 12시간으로 나눈다.
- 보통 시계는 1~12를 쓴 12시제이다.
- 1년은 12달이다. 12월은 그레고리력의 마지막 달이다.
- 황도대는 12개의 별자리로 이루어져 있다.
- 십이지 및 십이시는 각각 '자, 축, 인, 묘, 진, 사, 오, 미, 신, 유, 술, 해'와 그 시를 말한다.

## 문화유산
- 대한민국의 국보 제12호: 구례 화엄사 각황전 앞 석등
- 대한민국의 보물 제12호: 하남 동사지 오층석탑
- 대한민국의 사적 제12호: 공주 공산성

## 방송
- 한국어
  - 대한민국
    - 스카이라이프의 롯데홈쇼핑 채널 번호.
    - 지니 TV의 KT알파 쇼핑 채널 번호.
    - B tv의 홈앤쇼핑 채널 번호.
    - U+ TV의 현대홈쇼핑 채널 번호.

  - 조선민주주의인민공화국
    - 만수대텔레비죤의 채널 번호.
- 가나 
  - 프린스 TV의 채널 번호.

## 스포츠
- 대한민국 성인 축구에서 최대 패배는 스웨덴에 0-12로 패한 것이다.
- 축구에서 12번은 서포터즈를 상징하는 숫자로 일부 구단에서는 12번을 영구 결번하는 팀도 있다.

## 기타
- 날짜: 1월 2일
- 연도: 12년, 기원전 12년
- 올림포스의 12신
- 예수의 열두 제자
- 이스라엘 민족 유대인의 12지파
- 유럽기에는 12개의 별이 그려져 있다.
- 음악에서 한 옥타브는 12개의 반음 간격이다. (피아노 건반이 12개라는 뜻)
- 컴퓨터 자판에는 F1에서 F12까지 12개의 기능키가 있다.
- 연필 한 다스는 12자루다.
- 기독교의 성서의 내용에 따르면 천국에는 12문, 12 기둥, 12 보석, 12 진주문이 있다.
- 12는 완전한 주기, 우주의 질서를 상징한다.
- 곤륜산의 12선인.
- 3×4=12에서 3은 신, 4는 인간을 의미해 12는 성스러운 것과 세속적인 것의 조화를 의미한다.
- 헤라클레스의 12가지 과업
- 우주수(宇宙樹) 혹은 이그드라실의 12 과실
- 켈트 칼 대제의 용사나 아서 왕의 원탁의 기사도 12명이었다.
- 중학교의 교과목 수는 제2외국어를 하나만 택할 때 총 12과목이다.
- 알 켈리의 음반 12 Play
- 대한민국의 롯데택배, 한진택배, CJ택배 운송장번호는 12자리이다.
- 색상환 중에서 전통색 물감(RYB)의 경우 최대한 12가지 색이 나온다. 빨강, 노랑, 파랑, 초록, 보라, 주황, 다홍색, 귤색, 연두, 청록, 남색, 자주색
- 아이즈원의 멤버는 총 12명이다.
- 대한민국의 고등학교까지의 교육은 총 12학년으로 구성되어 있다.
- 영미 단위계의 1피트는 12인치다.
- 십이귀월